# Liu Kaiqi
Liu Kaiqi (5 de diciembre de 1999) es una deportista china que compite en taekwondo. Ganó una medalla de oro en el Campeonato Asiático de Taekwondo de 2016 en la categoría de –46 kg.

## Palmarés internacional
| Campeonato Asiático | Campeonato Asiático | Campeonato Asiático | Campeonato Asiático |
| Año                 | Lugar               | Medalla             | Categoría           |
| ------------------- | ------------------- | ------------------- | ------------------- |
| 2016                | Pásay (Filipinas)   | Medalla de oro      | –46 kg              |